# Brewarrina
Brewarrina est un village australien, centre administratif du comté de Brewarrina situé en Nouvelle-Galles du Sud, à 787 km au nord de Sydney sur la Gwydir River. Il est traversé par la Kamilaroi Highway.
Le nom du village est d'origine aborigène.

## Irrigation aborigène

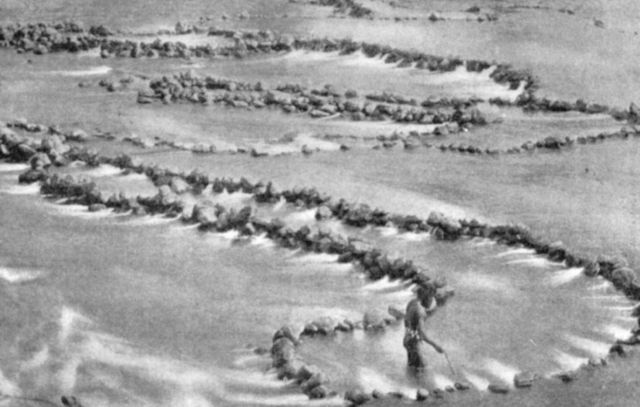
Pêcherie aborigène de Brewarrina.

Du fait des conditions climatiques parfois extrêmes, les Aborigènes avaient développé, pour l’entretien des cultures, des ouvrages et des techniques d’irrigation, le plus souvent couplées à une exploitation piscicole. Certains de ces aménagements, dont beaucoup ont été détruits ou endommagés après la colonisation, sont encore visibles, un des plus imposants étant le site de Brewarrina, où la construction et l’entretien des retenues d’eau et des digues a nécessité l’effort coordonné de milliers de personnes pendant des générations. L’utilisation agricole de ces ouvrages, régulés par un système de vannes et servant également de frayères, était couplée à des pêcheries parfois équipées de nasses, de plates-formes avec déversoir ou de perchoirs sur lesquels les pêcheurs pouvaient se poster pour harponner leurs proies. La gestion des ouvrages, parfois conçus pour la capture d'un type particulier de poisson et des droits de pêche était précisément encadrée par la coutume dans un souci de partage des ressources prenant en compte aussi bien l'amont que l'aval du dispositif.